# Za lesem
Za lesem je přírodní památka jihovýchodně od obce Horní Němčí v okrese Uherské Hradiště. Nachází se severně pod vrcholem kopce Lesná. Oblast spravuje AOPK ČR Správa CHKO Bílé Karpaty. Důvodem ochrany je luční lokalita šafránu bělokvětého (Crocus albiflorus). Dříve se vyskytující hořec Kochův (Gentiana acaulis) vymizel.

## Fotogalerie

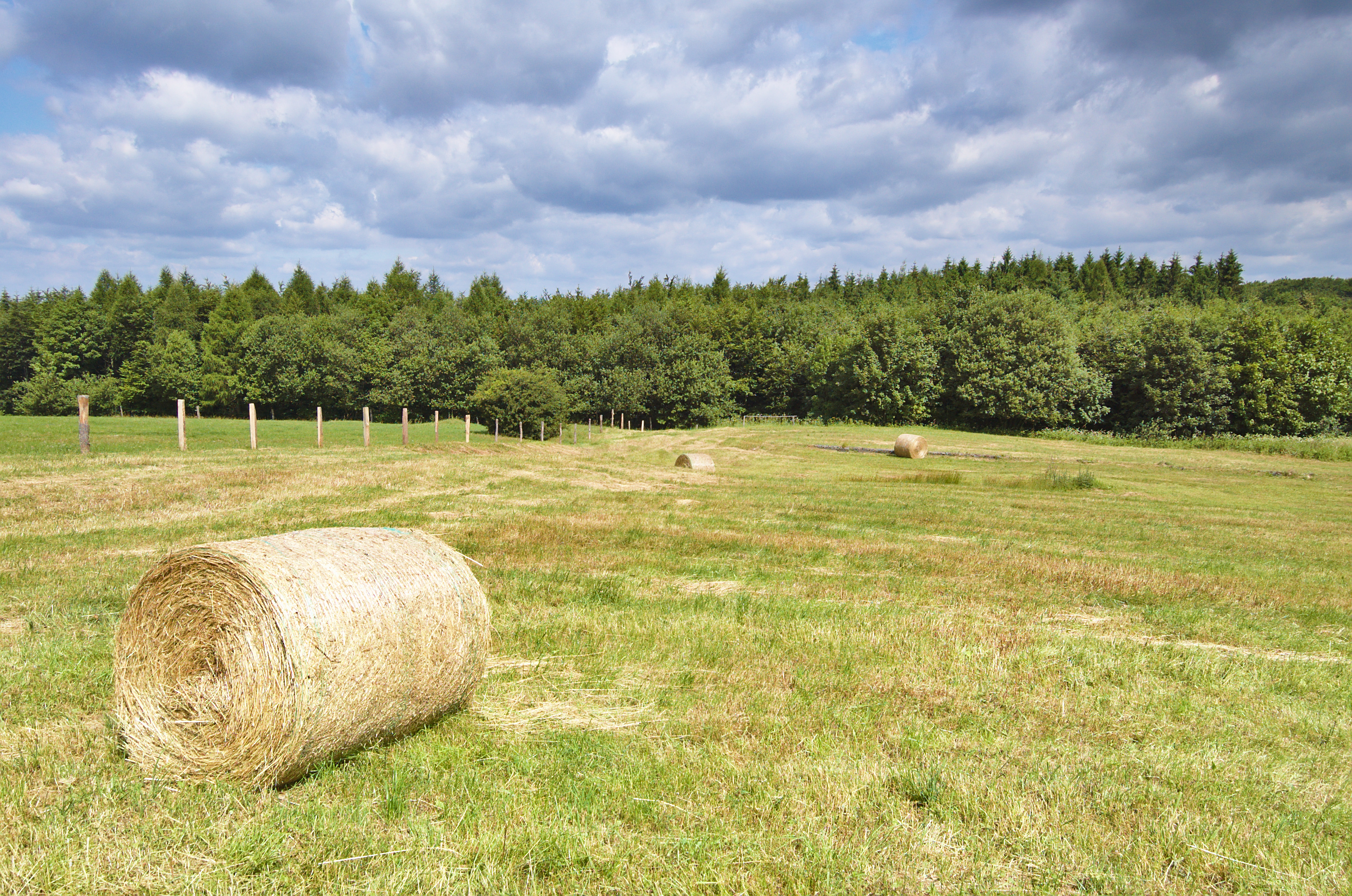
Balíky sena
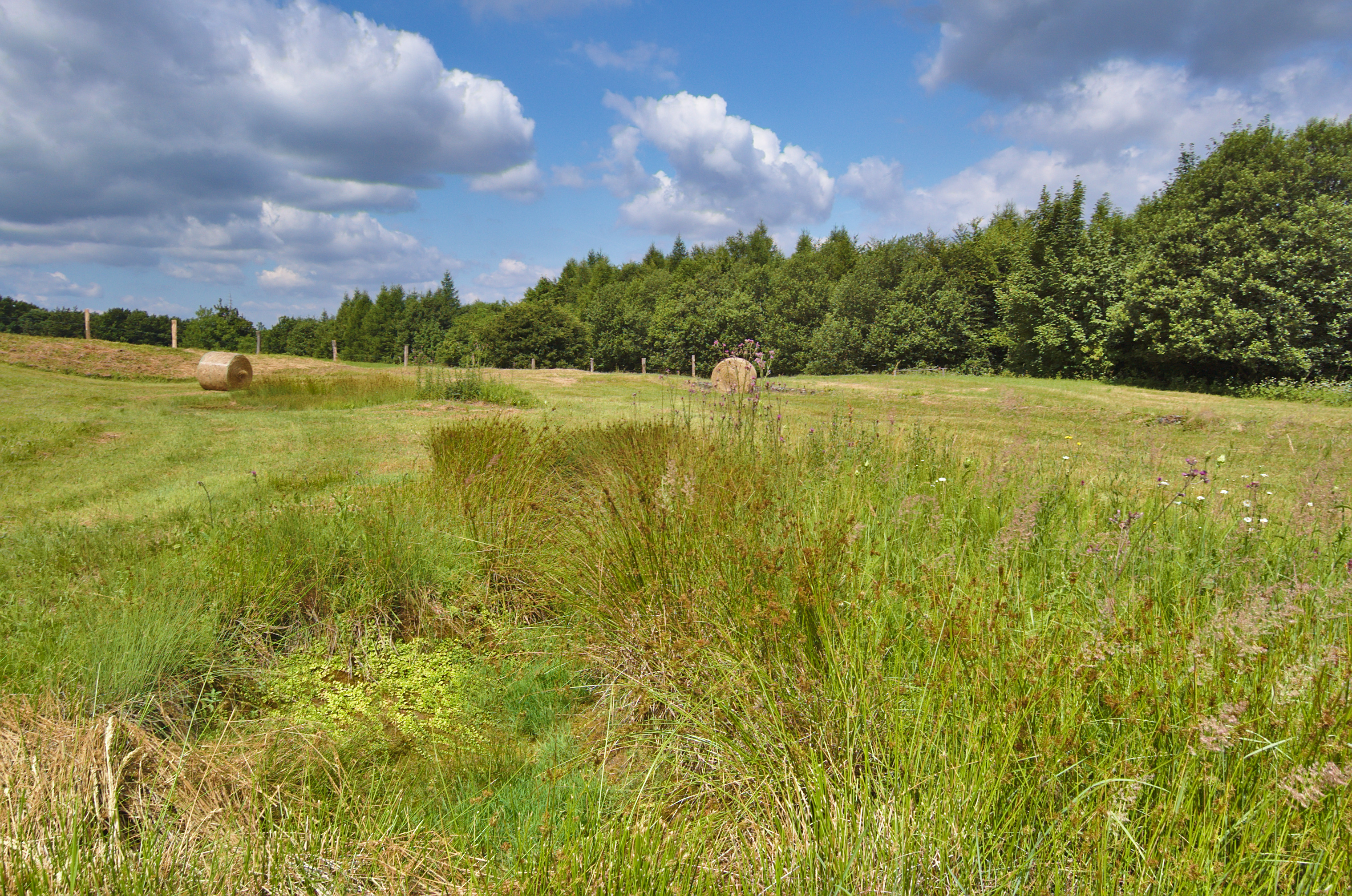
Jezírko
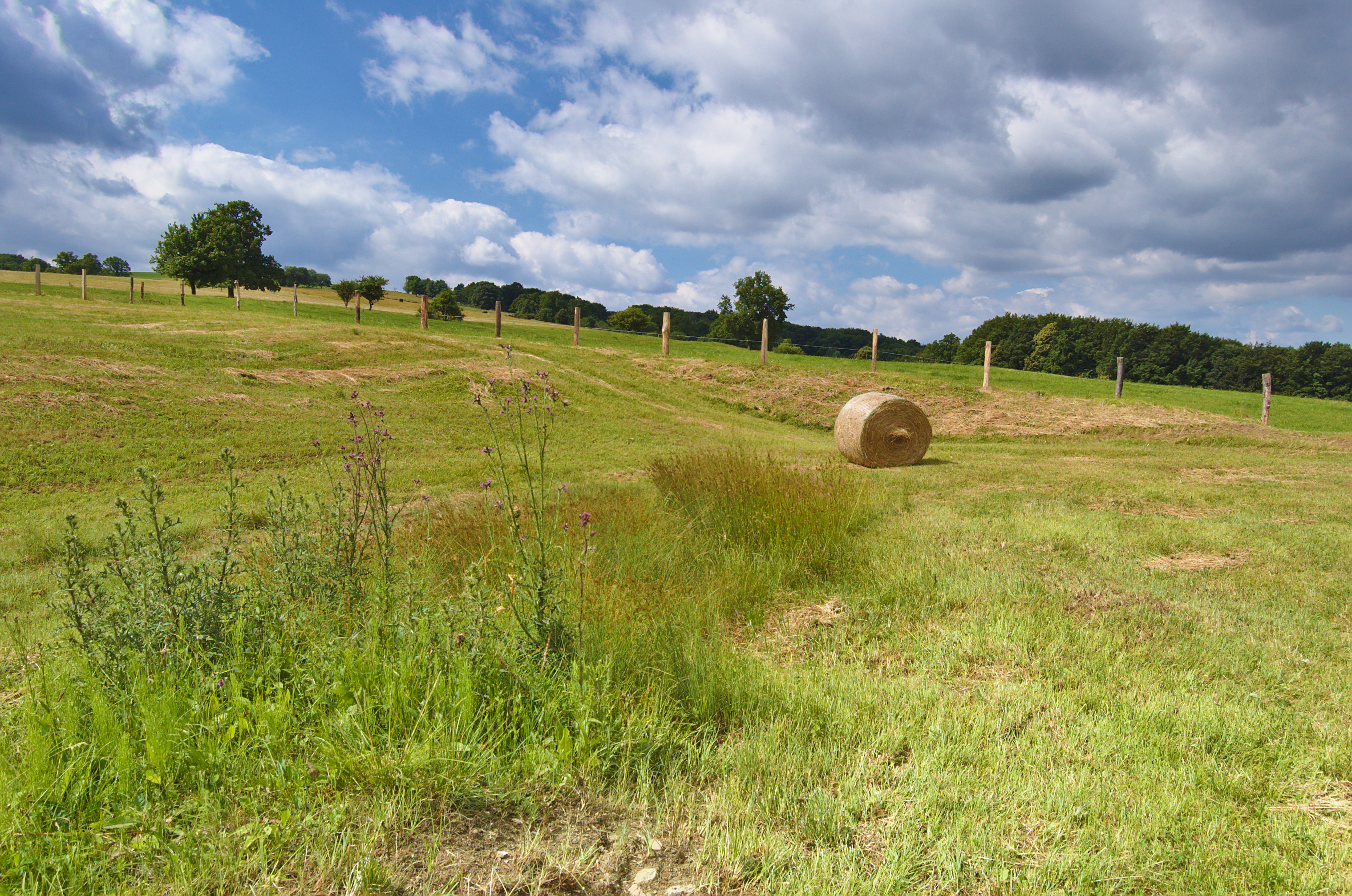
Jezírko
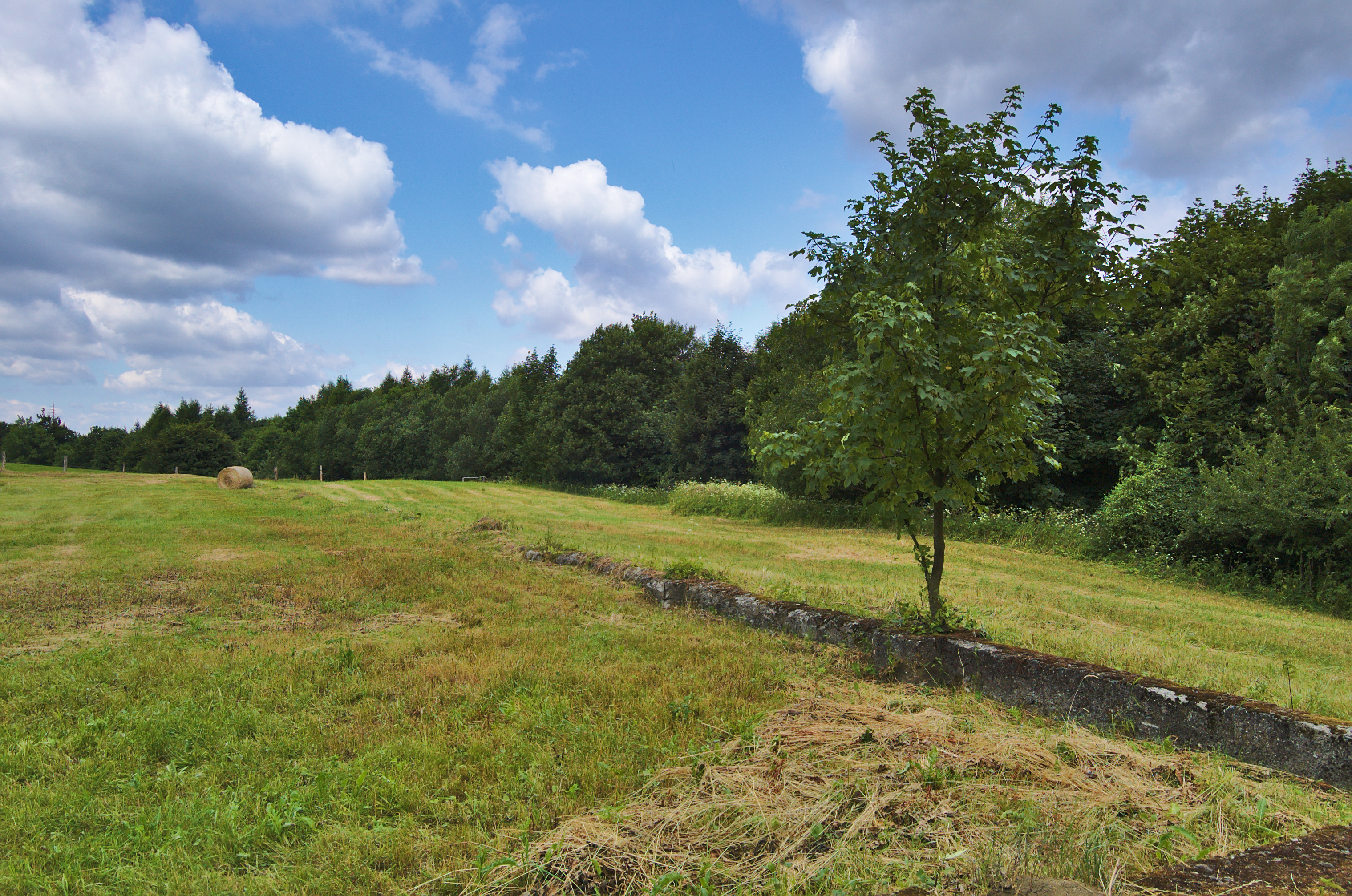
Zbytky salaše
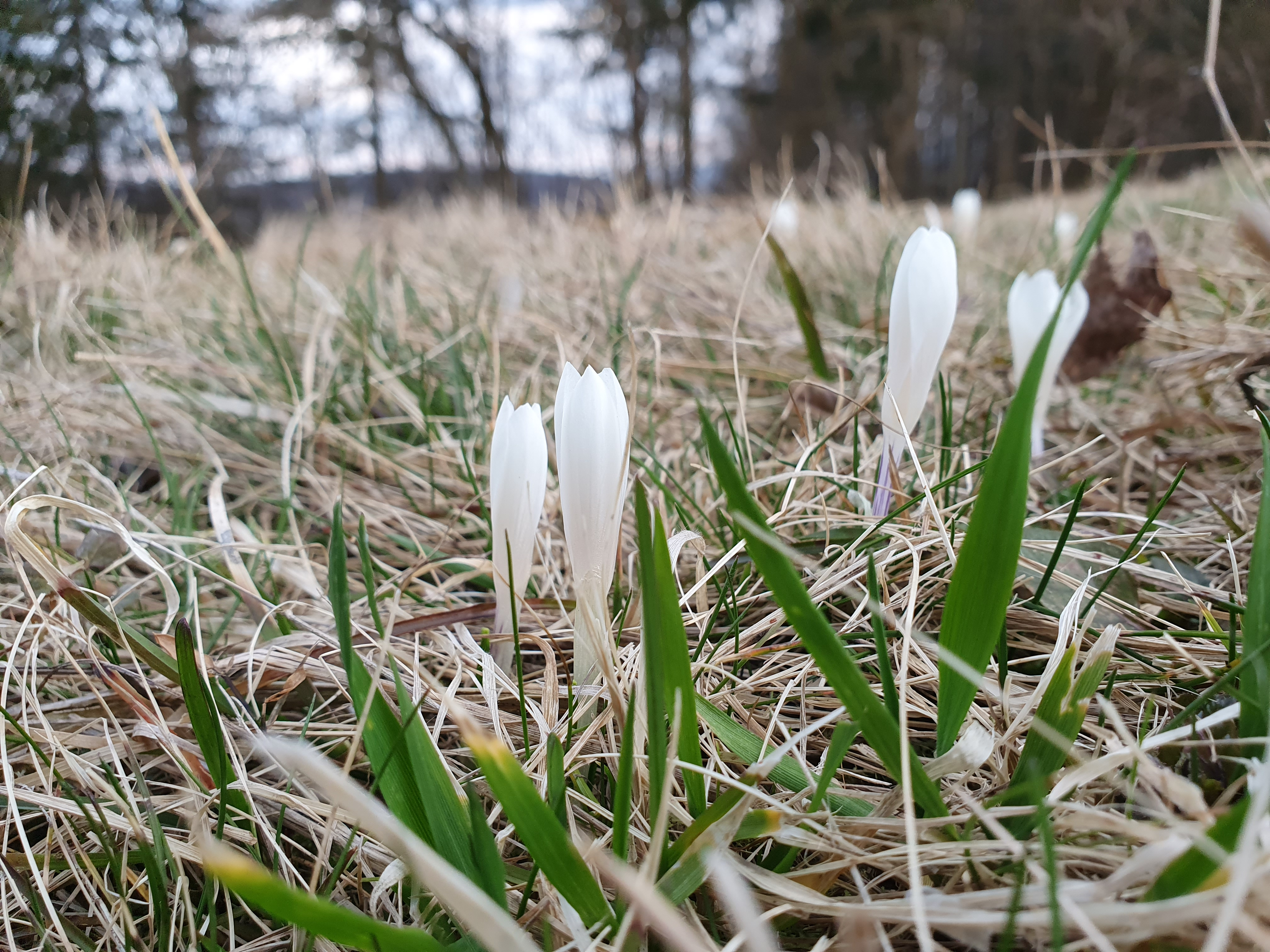
Šafrán bělokvětý